# Roland Fichet
Roland Fichet est un auteur dramatique français, né le 16 juin 1950 au Plessis-Glouët en Ménéac, proche Saint-Brieuc-de-Mauron, dans le département du Morbihan.
Son œuvre est marquée par un va-et-vient géographique et thématique entre plusieurs pays d'Afrique (Congo, Cameroun, Nigeria...) et la Bretagne. Ainsi, dans plusieurs pièces - et notamment dans sa trilogie - des événements  qui se déroulent en Bretagne s'articulent et résonnent avec des événements qui ont lieu en Afrique.
"Comme Bernard-Marie Koltès en son temps avec Combat de nègre et de chiens, Animal se positionne avec justesse sur les ruines de l'utopie colonialiste".
« Dans Animal,  en dessous de la terre d’Afrique, derrière les paysages, dans les creux de la fable, il y a des strates de Bretagne, des strates biographiques, des strates d’intimité - des strates de mémoire. »  
Comment toucher et Qu’elle ne meure procèdent du même geste d’écrivain.
L'œuvre se caractérise également par une exploration singulière de l'état des choses dans la ruralité, comme l'attestent De la paille pour mémoire, les Petites comédies rurales et trois pièces inédites, La prière des vaches et le diptyque On s'en va et Famille Galoche, pièces qui traitent le plus fortement de cette thématique.

## Biographie

### Enfance et formation
Après une enfance passée à Saint-Brieuc-de-Mauron, dans les parages de Brocéliande, il poursuit des études de Lettres à la Faculté des Lettres et Sciences humaines de Rennes (Université Rennes II - Haute Bretagne) où il obtient une licence de Lettres et soutient en 1974, sous la direction de Jacques Dugast, professeur de littérature générale et comparée, un mémoire de maîtrise intitulé Étude comparative de formes théâtrales en Bretagne.
En 1972, aux côtés de Jacques Dugast, il participe à la fondation du Laboratoire d'Études Théâtrales de l'Université de Rennes, puis est chargé de cours et d'ateliers dans cette université, puis au département des Carrières sociales de l'I.U.T de Rennes et enseigne dans les écoles d'éducateur de Rennes (IRTS) et de Saint-Brieuc (AFPE), où il est formateur permanent de 1973 à 1980.

### Carrière littéraire et théâtrale
En 1970 Roland Fichet fonde à Rennes un groupe de théâtre qui devient une communauté intermittente, le Groupe Ô. En 1973, le Groupe Ô construit avec l'école régionale d'architecture de Rennes un dôme géodésique. Avec ce dôme, la troupe réalise une tournée théâtrale de deux mois en juillet et août 1973.  
De 1976 à 1979, Roland Fichet préside l'ADEC-Maison du Théâtre amateur.
En 1978, le Groupe Ô présente son spectacle Histoires de gens sans importance à la Maison de la Culture de Rennes dirigée par Chérif Khaznadar. La même année, Roland Fichet fonde à Saint-Brieuc le Théâtre de Folle Pensée, compagnie professionnelle qui dispose d'un lieu permanent à l'IFPE de Saint-Brieuc.
En 1979, la compagnie présente deux spectacles, Le Jeu et la Chandelle et Joseph Grosœil (avec François Le Gallou) créés respectivement en février et en octobre. Peau de Femme, interprétée par Monique Lucas, Annie Lucas et François Le Gallou, est créée en 1980 à Saint-Brieuc.
En 1983, De la paille pour mémoire est créée à la Passerelle-Scène nationale de Saint-Brieuc dans une mise en scène de Roland Fichet, avec les comédiens Annie Lucas, Gérard Boucaron, Jean Kergrist et Didier Sedon. En 1984, Les sept personnalités de Loulou Goac'h est co-produite par le CDN de Rennes dirigé par Dominique Quéhec et jouée à Rennes au Théâtre de la Parcheminerie, dans une mise en scène de Jean-François Chaintron avec la comédienne Monique Lucas. En 1986 Roland Fichet écrit Le verger des délices - I - Les pépins et les éditions Théâtrales lui commandent une pièce : Plage de la Libération, qui sera créée en 1989 dans une mise en scène de René Loyon. En 1987, Le Moine brouteur est créé au CAC de Saint-Brieuc avec Alain Le Boulaire.
De la paille pour mémoire est mise en ondes sur France Culture par Claude-Roland Manuel le 31 janvier 1988, année où Roland Fichet participe à la première résidence d'auteurs dramatiques de la Chartreuse de Villeneuve-lez-Avignon. Il y réside du 3 janvier au 30 avril, ainsi qu'en juillet, pendant toute la durée du festival d'Avignon. Il y écrit la pièce Terres promises, qui est lue et mise en espace dans la Cave du Pape de la Chartreuse par Valérie Dréville, Isabelle Mazin, Denis Podalydès, Éric Vigner, Luce Mouchel et Vincent Nemeth, et Michel Azama.
En 1990, sa pièce De la paille pour mémoire est traduite et jouée en arabe dans une mise en scène de Sala Jday à la Maison de la Culture de Gabès en Tunisie.  En 1991, La Chute de l'ange rebelle est interprétée par Valérie Dréville dans une mise en scène de Claudia Stavisky au Théâtre de L'Odéon à  Paris. La pièce sera reprise en 2016 par Julien Barbazin au Festival de Caves à Besançon. ParalèIlement, Roland Fichet écrit Suzanne, qui sera préfacée par Paol Keineg et mise en scène par Annie Lucas au festival rennais Les Tombées de la Nuit en 1991. 
C'est aussi en 1991 que Roland Fichet initie le cycle des Naissances, un projet littéraire et théâtral associant 100 auteurs français et étrangers, 11 metteurs en scène, 48 acteurs, que le Théâtre de Folle Pensée mènera jusqu'en 2002. Sont successivement créés les spectacles Récits de Naissances (1993), La Nuit des Naissances (1993), Actes de Naissances (1994), Scènes de Naissances (1995), Naissances/Nouveaux Mondes (1998), Naissances/le Chaos du nouveau (2000), Naissances et Chaos (2001), 2660 représentations de pièces courtes sur une période de onze ans.
En mars 1992, une lecture de De la paille pour mémoire avec Roland Fichet et Jean-Marie Blin, metteur en scène de la pièce au Théâtre de la Main d'or, a lieu au Salon du livre de Paris. En juin, la pièce est traduite et mise en scène par Joachim Johannsen sous le titre Strohhochzeit au Théâtre de Darmstadt.
En mai 1992, la pièce Plage de la Libération, traduite en Allemand par Gerhard Willert sous le titre Strand der Befreiung, est mise en scène par Kaï Braak au Festival de Sarrebruck en Allemagne. 
En 1993, Terres promises est mise en scène par Robert Cantarella au Théâtre National de Bretagne à Rennes. Elle est ensuite jouée en 1993 au Schauspielhaus de Vienne en Autriche, dans une traduction de Gerhard Willert, intitulée Gelobte Länder.
De 1993 à 1996, Roland Fichet est membre du comité de rédaction des Cahiers de Prospero, revue du Centre national des écritures du spectacle, avec Eugène Durif, Didier-Georges Gabily, Philippe Minyana, Jean-Marie Piemme et Noëlle Renaude, sous la direction de Michel Azama. En 1999, Famille Huron est créée dans une mise en scène d'Annie Lucas au Festival Quai des artistes à Saint-Brieuc avec les comédiens Jeanne François, Monique Lucas, Olivier Hussenet, Delphine Simon, Paul Tison et Philippe Vieux.
En juillet 2000, sa pièce Terres promises est mise en scène au Festival d'Avignon par Philippe Lanton et la Cie Le Cartel au Grand Cloître de la Chartreuse, avec les comédiens Muriel Piquart, Philippe Dormoy, Gilles David, Catalina Carrio-Fernandez, Évelyne Pelletier, Gérard Watkins, Hervé Pierre et Daniel Zynk.
En 2002, après sa mise en ondes par Blandine Masson sur France-Culture, L'Africaine est mise en scène par Annie Lucas au Théâtre de la Passerelle-Scène nationale.  
Le 31 mai 2003, au Cameroun, Roland Fichet est honoré du titre de Te Wafeu Tchombaguin par le Roi de Baham, Pouokam Max II. 
Animal est créée le 22 février 2005 dans une mise en scène de Frédéric Fisbach au Théâtre de Vidy à Lausanne, puis est représentée au Théâtre National de la Colline à Paris, puis au Théâtre National de Bretagne. 
Du 11 mars au 2 mai 2009, la pièce Anatomies 2009 : comment toucher ? est jouée avec des danseurs et comédiens français et africains dans onze pays d’Afrique, après une création à Brazzaville sous la direction de Roland Fichet et du chorégraphe Orchy Nzaba.
En 2014, il publie aux Éditions Théâtrales Variations sur la frontière sexuelle sous le nom de Roland Jean Fichet, signature d'auteur qu'il adopte définitivement.
En mai 2015, Qu'elle ne meure est mise en scène par Gildas Milin au TNB.

## Œuvres
- De la paille pour mémoire, Éditions Théâtrales, 1985
- Plage de la libération, Éditions Théâtrales, 1988
- Terres promises, Éditions Théâtrales, 1989
- La chute de l'ange rebelle, Éditions Théâtrales, 1990
- Suzanne, Éditions Théâtrales, 1993
- Colloques de bébés, Éditions Actes Sud, 1993
- Petites comédies rurales, Éditions Théâtrales, 1998
- Quoi l'amour, Éditions Théâtrales, 1999
- Tombeau chinois, Éditions Actes Sud, Brèves d'auteurs 2, 2000
- L'Africaine, 2001
- Terrain de foot, Éditions Lexitextes, Théâtre de La Colline, 2005
- Animal, Éditions Théâtrales, 2005
- Micropièces. Fenêtres et fantômes, Éditions Théâtrales, 2006
- Sans tuer on ne peut pas, 2007
- Anatomies 2008. Saint Brieuc-Brazzaville, 2008
- Anatomies 2010. Comment toucher, Éditions Théâtrales, 2010
- Voix au bord du fleuve Congo / Je te veux / Devant la mort je bande / Ne t'endors pas / D'où ? /  File d'attente / Le goût du sexe  in Variations sur la frontière sexuelle,  Éditions Théâtrales, 2014
- Qu'elle ne meure, Éditions Théâtrales, 2015